# Viking Dragonfly

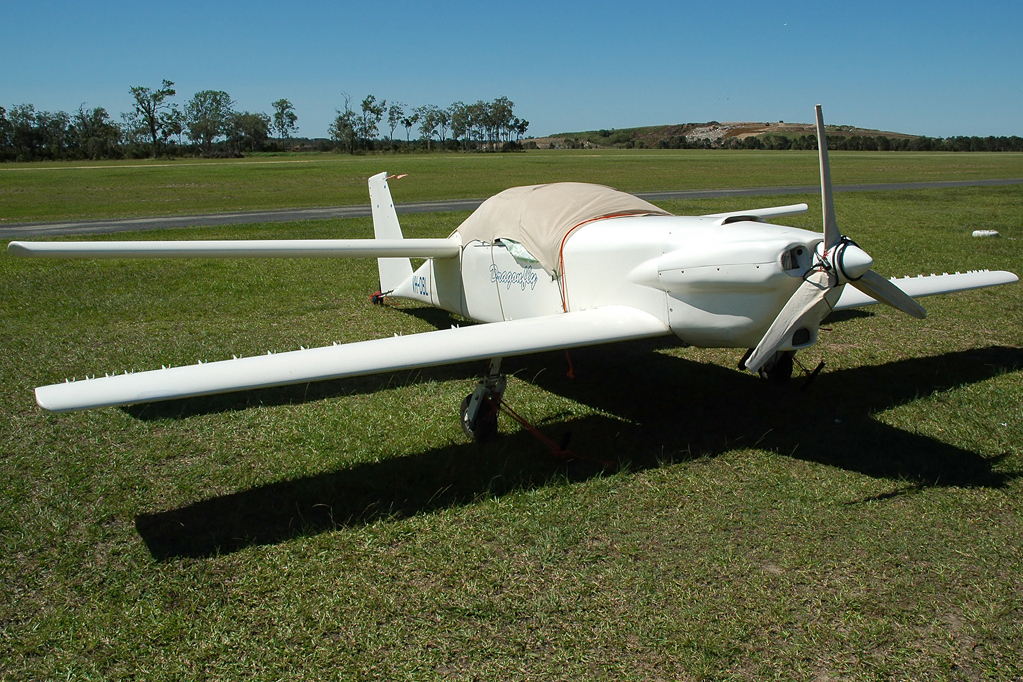
Un Vicking Dragonfly.

Le Viking Dragonfly est un avion biplace commercialisé pour la construction amateur, en matériaux composites, dérivé du Quickie dessiné par Burt Rutan